# André Barre
 (juillet 2025).
André Barre (Châlons-sur-Marne, 16 décembre 1921 - Villejuif, 12 juillet 1970), est un dessinateur, graveur, essayiste et enseignant français.

## Biographie
Essayiste durant les années 1910-1920, notamment sur le symbolisme, André Barre a été professeur de l'atelier de gravure en relief à l'École Estienne, l'école supérieure des arts et industries graphiques de Paris. Il fut aussi proviseur de cette même école, de 1969 à 1970 (année de sa mort)[réf. nécessaire].
En 1968, il cosigne La perspective curviligne avec Albert Flocon, inventeur du concept.
Il a principalement dessiné et gravé des timbres-poste.

Il grave entre autres le timbre du blason de Nice, de la série « Blasons des villes de France », série de 7 timbres en 1958, sur un dessin de Robert Louis, ainsi que les timbres :
- Blason d'Alger, 1959 ; dessin Robert Louis — repris en 1960 en nouveau franc.
- Blasons de Guéret et Saint-Denis (La Réunion), 1964 ; dessin Robert Louis.
- Blason de Paris, 1965 ; dessin Robert Louis.
- Blason d'Oran, 1960 ; dessin Robert Louis.